# Ignacio López Hernández
Ignacio López Hernández (* 1910; † 1988 in Guadalajara, Jalisco) war ein mexikanischer Unternehmer in der Süßwarenindustrie, der von 1944 bis 1948 Vereinspräsident des Club Deportivo Guadalajara war.

## Leben
1932 gründete López die Süßwaren- und Schokoladenfabrik „El Aguila Azteca, S.A.“
López war dem Club Deportivo Guadalajara bereits vor Einführung des Profifußballs in Mexiko eng verbunden und ermöglichte dem Verein die Teilnahme an der 1943 eingeführten Profiliga, indem er die dafür erforderlichen 10.000 mexikanischen Pesos aufbrachte.
Im darauffolgenden Jahr wurde er für diesen zukunftsweisenden Schritt zum Vereinspräsidenten gewählt. Weil er mit dem von ihm geführten Verein nicht den Weg der meisten Ligakonkurrenten gehen wollte, die eine Vielzahl von Spielern aus Südamerika verpflichteten, prägte er das Motto: „Este Club vencerá o morirá, hasta el final, a base del talento y el esfuerzo de 11 jugadores mexicanos“ (spanisch für Dieser Verein wird bis zum Ende auf der Grundlage des Talents und des Einsatzes von 11 mexikanischen Spielern siegen oder sterben).